# Blasting All Rotten Fuckers
Ne doit pas être confondu avec BARF.
Blasting All Rotten Fuckers, communément nommé B.A.R.F., est un groupe de musique Crossover thrash metal de la scène underground montréalaise formé en 1986, composé actuellement d'un chanteur; Marc Vaillancourt, d'un guitariste; Denis Lepage, d'un bassiste; Dominic «Forest» Lapointe et d'un joueur de batterie; Carlos Araya. B.A.R.F. a fêté son 30e anniversaire en 2016 et compte actuellement six albums studio et deux albums live.

## Histoire
B.A.R.F., pour Blasting All Rotten Fuckers,, est un groupe de punk metal montréalais ayant débuté en 1986,. Bien que formé en 1986, le groupe a pris quelques pauses en cours de carrière. Il a cessé ses activités en 1999, puis après une absence de 12 ans, il est revenu en 2012. Le groupe a fêté son 30e anniversaire en 2016.
B.A.R.F a marqué « la belle époque de ce que nous appelions la musique alternative », particulièrement parce qu'il a été l'un des premiers groupe à faire des morceaux musicaux aussi intenses en français et avoir marqué la frange underground de la musique montréalaise, avec plus de 40 000 albums vendus (en 2014) et plus de 500 concerts entre 1986 et 1999.
Dans les titres les plus connus du groupe, il est possible de mentionner Wo Wo tabarnak et Le petit poisson (reprise de Damnation), issue de leur premier album, Tumulte
Le groupe est souvent présent dans les concerts et albums liés à Noël dans la rue.

## Formation

### Membres actuels
B.A.R.F. est composé actuellement de quatre artistes :
- Marc Vaillancourt (chant), membre d'origine,
- Denis Lepage (guitare), membre d'origine,
- Dominic «Forest» Lapointe (basse), arrivé en 1998,
- Carlos Araya  (batterie), provenant de Anonymus, arrivé en 2004.

### Anciens membres
Les anciens membres sont notamment Vincent Laplaca (basse), décédé en 2016 d'un cancer, Gilles Roger à la basse jusqu'en 1998, ainsi que Peter Jackson, premier batteur de B.A.R.F. et qui est resté à la batterie jusqu'en 1999,. Il y a eu aussi Stéphane Arsenault et Dominic Lapointe, à la basse, et Sag à la batterie, de 1986 à 1993.

## Discographie

### Albums studio
B.A.R.F. a enregistré six albums studio en carrière ,: 
- 1992 : Tumulte

1. Welcome To Us
2. Je Suis Le Fou
3. Wake Up
4. Joey
5. Murmure Discordant
6. Vivelingue
7. Take A Good Look
8. Botchead's Life
9. M'a T'Brûler
10. Harcelée
11. Evolved As None
12. Les Microbes
13. Whisseltown
14. Mouton Noir
15. Wo Wo Tabarnak
16. La Bastringue
17. Intoxicated
18. For Chaos And I
19. Crucial Point
20. How Can You Live
21. Faut Qu'Tu Partes
22. Massive Social War
23. I Hate
24. Anytime Anywhere
25. Eternal Shit
26. Artificial Peace
27. Estie D'Sale
28. Le P'tit Poisson
29. When The Curtain Falls

- 1993 : Ignorance Chaos Suicide

1. Mémoires D'un Tueur Fou
2. Croque Mitaine
3. Ma Corde
4. L'Initié
5. Empty
6. Wo Wo Tabarnak
7. Reel De La Chasse Galerie
8. Soul Crusher
9. Diable
10. L'Élixir
11. Nail Biting Tale
12. À Qui De Droit
13. For Chaos And I
14. Magieoubenglé
15. Défaillance

- 1995 : Surprise...

1. No Guilt
2. Life
3. Killrendestroyfrag
4. Down And Out
5. Libre Le 4
6. Télévision
7. Faux Pas
8. La Verlochere
9. Blank Minded
10. Éternelle Pessimiste
11. Dope
12. Luxure
13. Sunday School
14. Topless Babes With Machine Guns
15. Hymne À La Mort

- 1998 : Catharsis

1. Pion
2. Gave At The Office
3. Sans Terre
4. Faux Espoirs
5. Contrôle
6. Honor And Respect
7. Cicatrice
8. Dead Alive
9. Non
10. Rage
11. Satan's Blanket
12. Polotichiens
13. Taper Du Pied
14. Spiral
15. Catharsis
16. Roulette Russe

- 2014 : Brûle, Consume, Torture

1. Brûle Consume Torture
2. Crever D'Soif
3. Éternelle
4. Antidote
5. Triple 6
6. Leader
7. Hater
8. Whisky
9. Mourir En Conscience
10. Histoire De Puke
11. Je Me Souviens
12. Chialer
13. Misère Noire

- 2018 : Mantra

1. Intro
2. Disparues
3. Emprise
4. F**k the World
5. L’épreuve
6. Tomahawk (Avec Vincent Peake & Sébastien Croteau)
7. Rapace a cravate
8. Fentanyl
9. Gun s’a tempe
10. Hellzheimer
11. Mantra d’apocalypse
12. Fade Out (Avec Mononc Serge)

### Albums live
Un spectacle de 2004 réunissant le groupe, malgré son arrêt en 1999, a donné lieu à un album live en 2005.
- 1998 : Live

1. Télévision
2. Intoxicated
3. Down And Out
4. Welcome To Us
5. No Guilt
6. L'Élixir
7. L'Éternel Pessimiste
8. When The Curtain Falls
9. Artificial Peace
10. Estie De Sale
11. Life
12. Ma Corde
13. Je Suis Le Fou
14. Le Petit Poisson
15. Mouton Noir
16. Microbes
17. Défaillance
18. Diable
19. L'Initié
20. Vivelingue
21. La Verlochère
22. La Bastringue
23. Take A Good Look
24. Luxure
25. Hymne À La Mort
26. Libre Le 4
27. Faux Pas
28. Sunday School
29. Soul Crusher
30. Mémoires D'Un Tueur Fou
31. Croque-Mitaine
32. Wowo Tabarnak
33. M'Aller Boire Une Bière

- 2005 : From the grave

1. Libre Le 4
2. Sans Terre
3. Down And Out
4. No Guilt
5. L'Élixir
6. Intoxicated
7. Welcome To Us
8. Je Suis Le Fou
9. L'Initié
10. When The Curtain Falls
11. Artificial Peace
12. Esti D'Sale
13. Luxure
14. Télévision
15. Life
16. How Can You Live
17. Crucial Point
18. Botchead's Life
19. Take A Good Look
20. Le P'tit Poisson
21. Microbe
22. Taper Du Pied
23. Pion
24. Cicatrice
25. Faux Pas
26. L'Hymne À La Mort
27. Wo Wo Tabarnak
28. Sunday School
29. Non
30. Soul Crusher
31. La Verlochère

### Albums démo, cassettes
- 1988 : Social Disorder

1. Welcome To Us
2. Wake Up
3. How Can You Live
4. Massive Social War
5. Esti D'sale
6. Eternal Shit
7. Anytime Anywhere
8. Joey
9. I Hate
10. When The Curtain Falls

- 1990 : 2ième Demo 90

1. Little Game
2. Botchered's Life
3. Evolved As None
4. Vive L'indge
5. Wowo Tabarnak
6. Intoxicated
7. Crucial Point
8. Blank Minded
9. Artificial Peace
10. Take A Good Look
11. A11 Bye Bye To You

## Album Brûle, Consume, Torture (2014)
B.A.R.F. a sorti un album en 2014, intitulé « Brûle, Consume, Torture » ,. L'album reçoit un accueil chaleureux du magazine Voir; « Il propose ce qu’il fait de mieux: un mélange de hardcore métallique et nerveux accompagné de textes éloquents ». L'album reçoit la note de 8/10 sur Le Canal Auditif.

## Album Mantra (2018)
En septembre 2018, le groupe qui existe depuis 1986 a sorti un nouvel album intitulé « Mantra »; cet album, dans la lignée des précédents fait dans critique sociale par ses paroles, portée par une musique « Crossover MetalGrindHardCore », et en plus, il réunit plusieurs groupes connus de la scène metal québécoise, comme « Sébastien Croteau (Necrotic Mutation) et Vincent Peake (GrimSkunk, Floating Widget) sur la chanson Tomahawk et Mononc’ Serge sur Fade Out. ».